# 黄色い部屋の秘密
『黄色い部屋の秘密』（きいろいへやのひみつ、原題：Le Mystère de la chambre jaune）は、ガストン・ルルー作の推理小説。『黄色い部屋の謎』とも訳される。1907年にフランスの週刊挿絵入り新聞『イリュストラシオン』で連載され、1908年に発刊された。
密室トリックを扱った古典的作品として知られ、続編に『黒衣夫人の香り』がある。

## あらすじ
スタンガーソン博士の邸宅にある「黄色い部屋」で、彼の令嬢の悲鳴と銃声が聞こえた。駆けつけた一同がドアを壊し部屋の中に入ると、そこには血まみれの令嬢の姿があった。犯人のいた痕跡は残っていたものの、姿はすでに無い。部屋はほぼ密室状態にあったにもかかわらず、犯人はどうやって消えたのか。若き新聞記者ルールタビーユはこの謎に挑む。

## 主な登場人物
- ルールタビーユ - 主人公の新聞記者。本名はジョセフ・ジョゼファン。18歳。
- ジーン・サンクレール - ルールタビーユの友人。弁護士。
- スタンガースン博士 - 物理学の権威。「黄色い部屋」のある邸宅を持つ。
- マチルダ・スタンガースン - 博士の令嬢。被害者。
- ロベール・ダルサック - 物理学教授。マチルダの婚約者。
- ド・マルケ - 予審判事。ルールタビーユを厄介がる。
- マレーヌ - マルケの書記官。
- フレデリック・ラルサン - パリ警視庁屈指の名刑事。ルールタビーユと推理バトルを繰り広げる。

## 提示される謎
- 密室だった「黄色い部屋」でマチルド嬢を襲った犯人は、どうやって出入りしたのか。
- 直角に曲がる廊下の2方向から追い詰められた不審者は、どうやって曲がり角で消えたのか。

## その他
ガストン・ルルーの原稿および初版では、ルールタビーユではなくボワタビーユ（Boitabille）だったが、その名前をペンネームとするジャーナリストからの抗議でルールタビーユに変更した。

## 主な訳書
- 『密室の怪事件』久米元一訳、ポプラ社、ジュニア世界ミステリー・シリーズ、1968年。年少者向け
- 新訳版『黄色い部屋の謎』平岡敦訳、創元推理文庫、2020年
- 新訳版『黄色い部屋の秘密』高野優監訳・竹若理衣訳、ハヤカワ・ミステリ文庫、2015年

## 漫画化
1978年に主婦の友社より刊行された「TOMOコミックス 名作ミステリー」の1冊として石森プロ 山田ゴロ作画で『黄色い部屋』としてコミックスが発売された。